# Anni ruggenti (Marco Ongaro)
Anni ruggenti è il settimo album di inediti di Marco Ongaro realizzato in collaborazione con la Storyville Jazz Band.
Testi e musiche sono di Marco Ongaro (in Paga le tasse Al e Pioggia di uomini la musica è composta insieme a Marco Pasetto, compositore anche dell'unico brano strumentale del disco, Bourbon story blues) con l'arrangiamento di Marco Pasetto, Renato Bonato e Giordano Bruno Tedeschi.

## Il disco
Il settimo disco di Marco Ongaro è un concept che si ispira agli Anni ruggenti. Quegli anni che tra la fine della Grande Guerra e la crisi del 1929, sono stati caratterizzati da una vita culturale vivace e da una corsa spregiudicata a un benessere rivelatosi poi effimero con la Grande Depressione. L'opposizione tra gangsters e polizia, una certa visione epicurea ma anche fatalistica dell'esistenza, il rifiuto e la trasgressione della proibizione istituzionalizzata, quindi dell'ipocrisia, mi hanno affascinato come il patrimonio dinamico di un'umanità ancora sveglia, non ancora inscatolata nel televisore. Non erano tempi facili o belli, ma erano vivi, non soporiferi (da un'intervista rilasciata da Ongaro a Erzebeth).

## Tracce
1. Non si beve non si fuma – 3:09
2. Ringraziamo – 3:07
3. Paga le tasse Al – 3:34
4. Bonnie – 3:35
5. Doppiopetto e borsalino – 4:03
6. Bourbon story blues – 4:38
7. Pioggia di uomini – 3:59
8. Faccia d'angelo – 3:03
9. Il Nuovo Corso – 2:27
10. Il cinema degli Anni Ruggenti – 3:36
11. Pretty Boy Floyd – 3:07

## Formazione
- Marco Ongaro - voce
- Sandro Gilioli - cornetta
- Marco Pasetto - sax soprano, cabaza, cori
- Giordano Bruno Tedeschi - trombone, cori
- Renato Bonato - banjo, cori
- Mario Cracco - basso tuba
- Gino Gozzi - batteria